# Милан Јока
Милан Јока (Тргови, код Двора на Уни, 18. фебруар 1922 — Београд, 12. март 1991) био је учесник Народноослободилачке борбе, генерал-потпуковник ЈНА и народни херој Југославије.

## Биографија
Рођен је 18. фебруара 1922. године у селу Тргови, Двор на Уни. Потиче из сељачке породице. Основну школу је завршио у селу Рујевац, а металски занат учио у жељезари Бешлинац. Запослио се 1939. у ливници гвожђа у Цапрагу. Као металски радник, већ с осамнаест година члан је УРС-ових синдиката и учесник штрајкова које су они организовали у жељезари Сисак. Због растурања комунистичких материјала, крајем 1940. био је ухапшен; како полиција није могла доказати његово учешће у овим акцијама, пуштен је из притвора после седам дана.
Успоставом квислиншке Независне Државе Хрватске (НДХ), Јока је као Србин отпуштен из фабрике; одлази у своје село. Комунистички опредељен, Милан се прикључује организаторима устанка у свом крају, и у јулу 1941. постаје борац 1. партизанског одреда Баније у Шамарици. Како су усташе, жандари и домобрани сваког дана упадали у српска села Баније, вршећи масовна убијања и паљења, партизани су их сачекивали бранећи готово сваку кућу. У тим првим борбама, својим пожртвовањем и храброшћу истицао се деветнаестогодишњи Милан Јока. Он се посебно истиче у борби с усташама, 1941. године, у Бешлинцу, Гвозданском и Зрињу. Учествује у уништењу групе од 11 усташа на ријеци Јавошници, и заробљава њихову муницију и опрему. Он се јуначки бори на Ванићким положајима, на правцу Двор–Жировац, с усташама и жандармима који су настојали да се пробију до утврђења Гвозданско.
Посебну храброст млади Јока показује фебруара 1942. када с групом партизана наноси усташама губитак од 55 мртвих и рањених. Ни посматрање поглавника Анте Павелића ове жестоке битке, из оклопног воза са железничке станице Равнице, није помогло његовим сатнијама.
Прекаљени банијски борац Јока одлази маја 1942. у састав пролетерске чете народног хероја Николе Демоње, у помоћ партизанима у Славонији. Борци ове чете брзо су се прочули широм Славоније јунаштвом и храбрим подвизима. Међу њима истицао се митраљезац и бомбаш Милан Јока. Посебно је запажен у нападу на Пољанско и Каменско. Партизанске бомбе запалиле су зграду из које су усташе успеле побећи. Али је митраљезац Јока скочивши у запаљену зграду, успео избацити део оружја и опреме. С тројицом партизана уништио је и зграду у којој је било 40 домобрана. Тада је тешко рањен, али већ после 28 дана лечења у Равној гори, митраљезац се вратио у јединицу. Јока се посебно истиче у спашавању 200 људи код села Пасковци, које су усташе водиле у логор Јасеновац. Својим митраљезом одбија три узастопна јуриша; а кад му је и митраљеска цев прсла, храбри Јока се сналази и с три своја друга изненађује 11 усташа које заробљава и спашава 200 људи од сигурне смрти.
Јока задивљује својим подвизима. Тако у Дуловцу, иако рањен, прилази „културбундовцима“ иза леђа, и уништава их 78 у бункеру. С Демоњом убија 20 усташа и заробљава домобранског сатника са 60 домобрана. И онда кад им Немци прилазе иза леђа, он и храбри Демоња успешно се извлаче.
У јесен 1942, Јока постаје водник у Калничком одреду, истиче се у борби против Францетићеве легије на Калнику. Као истакнути борац, примљен је у чланство Комунистичке партије Југославије (КПЈ), 6. септембра 1942. године.
Убрзо постаје и командант батаљона Калничког одреда, а маја 1943. заменик команданта 17. бригаде. Августа исте године командант је противчетничког батаљона. У октобру је командант чехословачке бригаде „Јан Жишка“, а фебруара 1944. формира Осјечку бригаду и постаје њен командант.
Јуна 1944, одлуком Главног штаба НОВ и ПО Хрватске, постављен је за команданта 17. бригаде, а крајем рата је начелник Штаба 28. ударне дивизије. Тада је имао само 23 године.
Изузетно јунаштво и сналажљивост показао је крајем 1943. када је с једним батаљоном и приштапским јединицама, на подручју Феричанци—Ораховица, био опкољен непријатељским тенковима. Тада Јока, у улози командира чете, узима противтенковску пушку и успешним јуришем извлачи јединицу из окружења, уништивши један тенк и убивши 18 немачких војника.
Маја 1944. године успешно се, са својом Осјечком бригадом, пробија из непријатељског обруча на Диљу. Али и када остаје сам међу Черкезима, не губи присебност: успева с отетим пушкомитраљезом да се извуче и дође својој јединици.
Поред низа акција, учествовао је и у ослобођењу Београда, Брчког, Добоја, Костајнице, Петриње и Загреба. За успехе у борби током рата, Милан је неколико пута похваљен. У току рата чак 6 пута је рањен.

### Послератни период
После ослобођења Југославије, начелник је Штаба 28. дивизије, официр у Првој управи Генералштаба Југословенске народне армије (ЈНА) и инспектор за пешадију у Првој армији. После завршетка Више војне академије ЈНА, начелник је Оперативног одељења корпуса и Првог одсека Оперативног одељења Армије. Начелник је Оперативно-наставног одсека Пете армијске области, председник Испитне комисије за чин активног мајора и потпуковника, командант Прве пролетерске гардијске дивизије и начелник Оперативног одељења Прве армије. Био је инспектор за пешадију у Главној инспекцији народне одбране, у чину генерал-потпуковника ЈНА, у којем је и пензионисан 1980. године.
Умро је 12. марта 1991. у Београду. Сахрањен је у Алеји народних хероја на Новом гробљу у Београду.
Носилац је Партизанске споменице 1941. и других југословенских одликовања, међу којима су — два Ордена братства и јединства са златним венцем, два Ордена за храброст, Орден заслуга за народ са златном звездом, Орден народне армије са ловоровим венцем, Орден за војне заслуге са великом звездом, Орден партизанске звезде са сребрним венцем, Орден народне армије са златном звездом и Орден за војне заслуге са златним мачевима. Орденом народног хероја одликован је 20. децембра 1951. године.